# La Comté (Vielsalm)
Pour les articles homonymes, voir Comté.
La Comté est un village de la commune belge de Vielsalm située en Région wallonne dans la province de Luxembourg.

## Géographie
La Comté se trouve à deux kilomètres à l'ouest du village de Salmchâteau.
Ce hameau aux belles maisons en pierre du pays domine le versant nord de la vallée du Golnay.